# Neu!
 (mars 2011).
Si vous disposez d'ouvrages ou d'articles de référence ou si vous connaissez des sites web de qualité traitant du thème abordé ici, merci de compléter l'article en donnant les références utiles à sa vérifiabilité et en les liant à la section « Notes et références ».
Neu! [nɔʏ̯] ( « Nouveau ! » en allemand) est un groupe de rock allemand. Il est représentatif de ce que la presse appela le Krautrock. Le groupe fut principalement actif entre 1971 et 1975. Il a rencontré un certain succès commercial à l'époque, et a notamment influencé de nombreux musiciens, dont les Sex Pistols, David Bowie, Stereolab, Joy Division, Gary Numan, Ultravox, Simple Minds ainsi qu'une partie de la scène dite de musique électronique.

## Biographie
Neu! est formé en 1971 par Klaus Dinger et Michael Rother, deux musiciens qui présentent la particularité d'avoir effectué un passage au sein de Kraftwerk, le groupe de musique électronique de Düsseldorf fondé par Ralf Hütter et Florian Schneider. Le batteur Klaus Dinger avait ainsi participé à l'enregistrement du premier album de Kraftwerk en 1970, tandis que le guitariste Michael Rother rejoignait la formation de Kraftwerk pour jouer sur scène au cours du premier semestre de 1971. En l'absence de Ralf Hütter qui se mit temporairement en retrait du groupe afin de se concentrer sur ses études, Kraftwerk fut alors brièvement constitué de Klaus Dinger, Michael Rother et Florian Schneider : ce trio donna quelques concerts sporadiques et apparut surtout dans l'émission télévisée allemande Beat Club. Des essais d'enregistrement avec cette formation auraient aussi été faits au studio de Conny Plank et se seraient soldés par un échec en raison d' « une différence de tempérament » confiera plus tard Michael Rother.
Klaus Dinger et Michael Rother s'en allèrent donc monter leur propre projet : Neu! De leur côté Schneider et Hütter poursuivirent l'aventure Kraftwerk en duo, enregistrant cette année là leur second album sous la houlette de Conny Plank, l'ingénieur qui s'engagea dans le même temps pour enregistrer et produire Neu!. Rother avait auparavant joué dans un groupe local - The Spirits of Sound - dont le batteur Wolfgang Flür allait d'ailleurs lui-même rejoindre Kraftwerk deux ans après.
Le premier album éponyme de Neu! ne se vendit pas en très grande quantité selon les références actuelles - bien que 30 000 exemplaires représentent beaucoup pour un groupe de ce genre - mais est maintenant reconnu comme un chef-d'œuvre par des artistes aussi influents que David Bowie, Brian Eno et Thom Yorke de Radiohead.[réf. nécessaire]
En 2009 sort un album en hommage au groupe, Brand Neu!.

## Style musical
Le style musical de Neu! se veut une synthèse des avant-gardes de l'époque, entre musique répétitive et industrielle, le tout étant exécuté dans un style  « punk » avant l'heure. Les pochettes des albums, avec leurs allures de réclames pour des produits de grande consommation, annoncent d'ailleurs les futurs courants du design des années 1980. Klaus Dinger frappe sur sa batterie et donne une pulsation métronomique à l'ensemble, par-dessus lequel Michael Rother pose ses boucles d'harmonies, parfois calmes et appelant à la relaxation, ou évoquant un malaise littéralement post-industriel, fabriqué avec des sons de machines rappelant l'usine.
Le deuxième album de Neu!, baptisé tout simplement Neu! 2, reprend le même schéma que le premier, mais le résultat est moins abouti. Un des titres de cet album, Super 16, a toutefois été utilisé dans la bande originale du film Kill Bill de Quentin Tarantino. C'est avec le troisième album, Neu! 75, que le style musical de Neu! prend toute son ampleur, les morceaux suivent les mêmes directions que sur le premier album, mais atteignent cette fois un plus haut niveau en termes de composition et de production.

## Membres
- Klaus Dinger — batterie, voix, guitares, claviers (1971-1975, 1985-1986)
- Michael Rother — guitares, voix, claviers (1971-1975, 1985-1986)
- Conny Plank — production, ingénierie-son

## Collaborateurs
- Eberhard Kranemann — basse (1972)
- Uli Trepte (1972)
- Thomas Dinger — batterie (1975)
- Hans Lampe — batterie (1975)

## Discographie
- 1972 : Neu!
- 1973 : Neu! 2
- 1975 : Neu! '75
- 1995 : Neu! 4
- 1996 : Neu! '72 Live in Dusseldorf
- 2010 : Neu! ’86